# حظيرة القدس

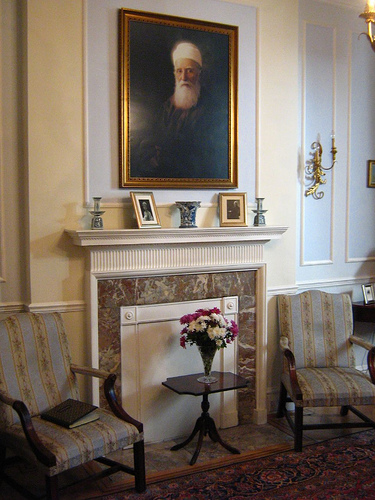
غرفة انتظار داخل المركز البهائي الوطني في المملكة المتحدة. صورة لحضرة عبد البهاء معلقة فوق رف.

حَظِيرَةُ الْقُدْس (بالإنجليزيّة: Ḥaẓíratu’l-Quds) أو المركز البهائيّ هو أحد المراكز الإداريّة المركزيّة (أي على مستوى الدّولة)، أو الإقليميّة، أو المحلّيّة.
كتب شوقي أفندي، وليّ الأمر للدّين البهائيّ في النّصف الأوّل من القرن العشرين، أنّه يحب أن يتألّف كيان حظيرة القدس من أمانة السّرّ وأمانة الصّندوق، ومحفظة الآثار والمكتبة ودار النّشر وقاعة المحفل ودار الضّيافة. كما أشار أيضًا بأنّها ملحقة ومتمّمة في مهمّتها بـمشرق الأذكار. بالإضافة، من المستحسن أن يكون كلا المبنييْن في موقع واحد.